# Callicebus ornatus
Plecturocebus ornatus
Espèce
Synonymes
- Plecturocebus ornatus

Statut de conservation UICN

 VU A2c; B1ab(ii,iii) : Vulnérable
Statut CITES
Callicebus ornatus (syn. Plecturocebus ornatus) est un singe du Nouveau Monde de la famille des Pitheciidae.
Ce primate présente de nombreuses similarités avec le Titi roux (Callicebus cupreus) et a parfois été considéré comme l'une de ses sous-espèces, ou comme un membre du « groupe de cupreus». Une révision taxinomique des callicèbes publiée en 2016 a proposé de reclasser ce groupe dans un nouveau genre : Plecturocebus.

## Répartition

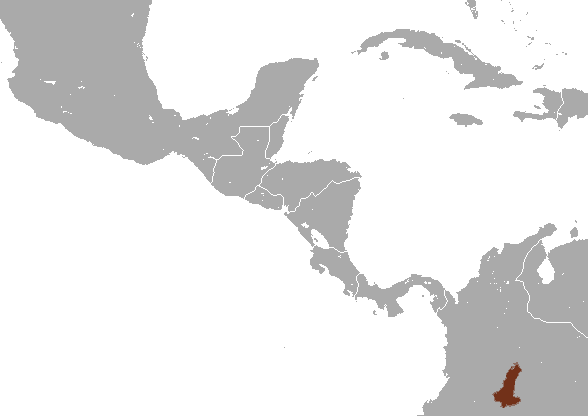
Répartition géographique

Cette espèce se trouve dans l'est de la Colombie, dans le département de Cundinamarca (Medina) au nord aussi loin que le bas du Río Upía/Río Meta, et au sud dans le département de Meta.

## Population
Robinson (1977) ont enregistré une densité de population de 5 Callicebus ornatus /km².

## Écologie et habitat
Callicebus ornatus peut vivre dans un large éventail d'habitats, bien que certaines espèces présentent des préférences d'habitat, par exemple Callicebus lucifer est rapporté préférer les forêts de sable blanc (E. Heymann comm. pers., 2008) et Callicebus donacophilus les forêts sèches ou les forêts tropophiles (Ferrari et al. 2000;.. R. Wallace, comm). Les membres des groupes de Callicebus moloch et de Callicebus cupreus sont considérés comme tolérants à la perturbation de l'habitat causée par l'activité humaine ou des inondations saisonnières (van Roosmalen et al . 2002). Callicebus ornatus se produit généralement dans les forêts tropicales de plaine (auvent 15–20 m) (Defler 2004) et les habitats perturbés (Mason 1968). L'écologie de cette espèce a été étudiée dans le département de Meta par Mason (1965, 1966a, 1966b, 1968, 1971) et Robinson (1977, 1979a, 1979b, 1981, 1982a, b).Polanco (1992) et Porras (2000) ont étudié une population près de la rivière Duda.
Callicebus ornatus est principalement frugivore.

## Menaces et conservation
Cette espèce se trouve dans une zone soumise à la colonisation humaine intense qui a été soumis à la destruction généralisée de l'habitat et la fragmentation.
Cette espèce se trouve dans le Parc National de La Macarena et le parc national Tinigua. Bien que certaines populations se trouvent dans des zones protégées, les activités de guérilla, il est difficile de contrôler ces zones (T.Defler, comm.).
Elle est inscrite à l'Annexe II.

## Sources
- (en) CITES : Callicebus ornatus (Gray,1866)  (+ répartition sur Species+) (consulté le 16 mai 2015)
- (en) UICN : espèce Callicebus ornatus (Gray,1866) (consulté le 16 mai 2015)
- .Site de l'IUCN.
- .Site décrivant l'éspèce:Callicebus ornatus.